# Megaclausia
Megaclausia is een geslacht van eenoogkreeftjes uit de familie van de Clausiidae. 
De wetenschappelijke naam van het geslacht is voor het eerst geldig gepubliceerd in 1995 door O'Reilly.

## Soorten
- Megaclausia mirabilis O'Reilly, 1995